# 马克·斯托克韦尔
马克·斯托克韦尔（英語：Mark Stockwell，1963年7月5日—），澳大利亚男子游泳运动员。他曾代表澳大利亚参加1984年夏季奥林匹克运动会游泳比赛，获得二枚银牌和一枚铜牌。